# Karel Kuča
Karel Kuča (* 13. dubna 1961 Chlumec nad Cidlinou) je český architekt, historik urbanismu, výtvarník a publicista.

## Život
Mezi roky 1976 a 1980 navštěvoval gymnázium v Moravské Ostravě, poté studoval na Fakultě architektury Vysokého učení technického v Brně, kterou absolvoval v roce 1985. Od roku 1986 pracoval v oddělení památek brněnské aglomerace Krajského střediska státní památkové péče a ochrany přírody v Brně (KSSPPOP Brno) v rámci Státního ústavu památkové péče a ochrany přírody. V následujících letech se rámci přípravy na vyhlášení městské památkové rezervace Brno, k čemuž došlo 1. června 1989, výrazně podílel na dokumentaci nemovitých kulturních památek v Brně. Na základě dokumentace z této práce napsal v letech 1988–1989 pro Národní výbor města Brna publikaci Památky Brna, která je katalogem nemovitých kulturních památek ve městě (vytištěna 1989, distribuována 1991). Na konci 80. let 20. století se stal zástupcem oddělení památek brněnské aglomerace KSSPPOP Brno. Na počátku roku 1990 se přestěhoval do Českých Budějovic, kde dva roky pracoval jako terénní památkář u tamní pobočky památkového ústavu. Od roku 1991 působí jako soukromý architekt, urbanista a historik těchto oborů ve vlastním ateliéru R2 COMP.
Je autorem mnoha knih z oblasti památkové péče, architektury a urbanismu. Podílí se na činnosti různých odborných sdružení: je místostarostou Společnosti přátel starožitností, spoluzakladatelem a předsedou Společnosti pro výzkum dřevěných kostelů a zvonic, spoluzakladatelem a viceprezidentem Společnosti pro obnovu vesnice a malého města, členem Českého národního komitétu ICOMOS a členem odborných grémií Národního památkového ústavu a Ministerstva kultury České republiky.
V únoru 2024 se stal viceprezidentem Českého národního komitétu Mezinárodní rady památek a sídel (ICOMOS).

## Dílo
- Památky Brna (Odbor kultury Úřadu města Brna, 1991)
- České, moravské a slezské zvonice (Libri, 1995)
- Chlumecko, Novobydžovsko: Historie a architektonické památky Pocidliní (dva svazky; Balustráda, 1995)
- Města a městečka v Čechách, na Moravě a ve Slezsku (osm svazků, Libri, 1996–2011). On-line vydání: Města a městečka v Čechách, na Moravě a ve Slezsku. Vyd. Sdružení historických sídel Čech, Moravy a Slezska, 2025 (online: cz-mesta.eu/) (verif. 20250422)
- Brno – vývoj města, předměstí a připojených vesnic (Baset, 2000)
- Principy památkového urbanismu (s manželkou Věrou; Státní ústav památkové péče, 2001)
- Atlas památek – Česká republika (dva svazky; Baset, 2002)
- Novostavby v památkově chráněných sídlech (s manželkou Věrou; Národní památkový ústav, 2004). On-line PDF. ISBN 80-86234-54-1
- Historický lexikon městysů a měst. Vývoj postavení a funkce městských sídel v dějinách územněsprávního členění českých zemí od roku 1850 do současnosti. (se Štěpánem Mlezivou; Baset, 2006)
- Památky Karlovarského kraje. Koncepce památkové péče v Karlovarském kraji. (s Lubomírem Zemanem; Karlovarský kraj, 2006)
- Západočeský lázeňský trojúhelník. Západočeské lázně vybrané k nominaci na zápis do Seznamu světového dědictví UNESCO. (s manželkou Věrou a Lubomírem Zemanem; Karlovarský kraj a Národní památkový ústav, 2009)
- Hrady, zámky a další památky ve správě Národního památkového ústavu (Národní památkový ústav, 2009)
- Dřevěné kostely a zvonice v Evropě (dva svazky, společně s Jiřím Langerem; Paseka, 2009; publikace byla nominována na cenu Magnesia Litera 2010)

Spoluautor
- Encyklopedie Českých Budějovic (Statutární město České Budějovice, 1998)
- Český les – příroda, historie, život (Baset, 2005)
- Novohradské hory a Novohradské podhůří – příroda, historie, život (Baset, 2006)
- Krkonoše – příroda, historie, život (Baset, 2007)
- Průvodce po památkách ve správě Národního památkového ústavu (Národní památkový ústav, 2013)
- Krajinné památkové zóny České republiky (Karel Kuča /ed./, Věra Kučová, Alena Salašová, Ivan Vorel, Martin Weber a kol. Národní památkový ústav, Praha 2015. 512 s. ISBN 978-80-7480-045-0)
- Světové dědictví a Česká republika (Národní památkový ústav, 2018)
- Historické kulturní krajiny České republiky (Výzkumný ústav Silva Taroucy pro krajinu a okrasné zahradnictví, 2020)
- Proměny Borovanska : urbanistický vývoj Borovan a okolní krajiny do zrušení kláštera za Josefa II. (Bohumír Němec - Veduta, 2021)
- Lidová architektura v jižních Čechách (SOVAMM, 2021)

## Ocenění
- 2019 cena Jože Plečnika[6]
- 2024 Architekt roku 2024 – Čestné uznání[7]